# Stefan Conić
Stefan Conić (1993) è un ex giocatore di football americano serbo, che ha giocato nel ruolo di defensive back.